# Il Giornale di Cino e Franco
Il Giornale di Cino e Franco è stata una serie a fumetti antologica pubblicata in Italia dal 1935 al 1939 dalla Casa Editrice Nerbini e incentrata sulla serie di strisce a fumetti americana di Tim Tyler's Luck.

## Storia editoriale
La serie a fumetti esordì sul settimanale Topolino edito dalla Nerbini nel 1933) e riscosse enorme successo al punto che l'editore, quando nel 1935 la testata dedicata a Topolino gli venne portata via dalla Mondadori, decise di dedicarne una nuova alla serie confidando del fatto che fosse la serie di Cino e Franco ad aver causato l'aumento delle vendite della testata Topolino. La serie esordì l'11 agosto 1935 e pubblicava le strisce quotidiane della serie Tim Tyler's Luck in prima pagina e nel paginone centrale a colori. Le vendite della testata tuttavia calarono ben presto, a causa del calo qualitativo della serie dovuto sia all'abbandono del disegnatore Alex Raymond oltre che alle sceneggiature non più all'altezza delle precedenti. Nerbini decise di correre ai ripari spostando nella testata strisce americane di qualità come Radio Patrol, Jungle Jim e Prince Valiant. La serie venne quindi pubblicato per 126 numeri fino a gennaio 1938 quando si fuse con un'altra serie edita dalla Nerbini, Giungla!, continuando nella numerazione come Giungla! - il Giornale di Cino e Franco edito fino al 1939 con il n. 220 (22 ottobre 1939). Venne poi edita una seconda serie esordita nel 1941 proseguendo la numerazione della testata Pisellino che era stata nel frattempo soppressa; questa seconda serie venne edita con doppia numerazione dal n. 1 [16] del 4 maggio 1941 al n. 28 [43] del 30 novembre 1941.